# Les Mots de Zaza

Les Mots de Zaza est une histoire illustrée pour enfants (à partir de 3 ans) écrite par Jacqueline Cohen, illustrée par Bernadette Després et éditée par Bayard jeunesse en  1976, 1987 puis rééditée en 1991, 2000, 2003.
L'utilisation du livre pour l'apprentissage de la langue et (lexique et sémantique) est proposée.

## Résumé
Zaza est une petite souris qui fait collection de mots, elle les range dans des cloches : les mots gentils sous une petite cloche, les mots de tous les jours sous une moyenne et les gros mots sous une grande cloche. Le problème, c'est qu'elle commence à adorer sa grosse cloche et elle ne peut plus s'empêcher de crier des gros mots à tout le monde.